# Saint-Médard-d'Eyrans
Saint-Médard-d'Eyrans is een gemeente in het Franse departement Gironde (regio Nouvelle-Aquitaine). De plaats maakt deel uit van het arrondissement Bordeaux. Saint-Médard-d'Eyrans telde op 1 januari 2022 3.361 inwoners.

## Geografie
De oppervlakte van Saint-Médard-d'Eyrans bedroeg op 1 januari 2022 12,72 vierkante kilometer; de bevolkingsdichtheid was toen 264,2 inwoners per km².

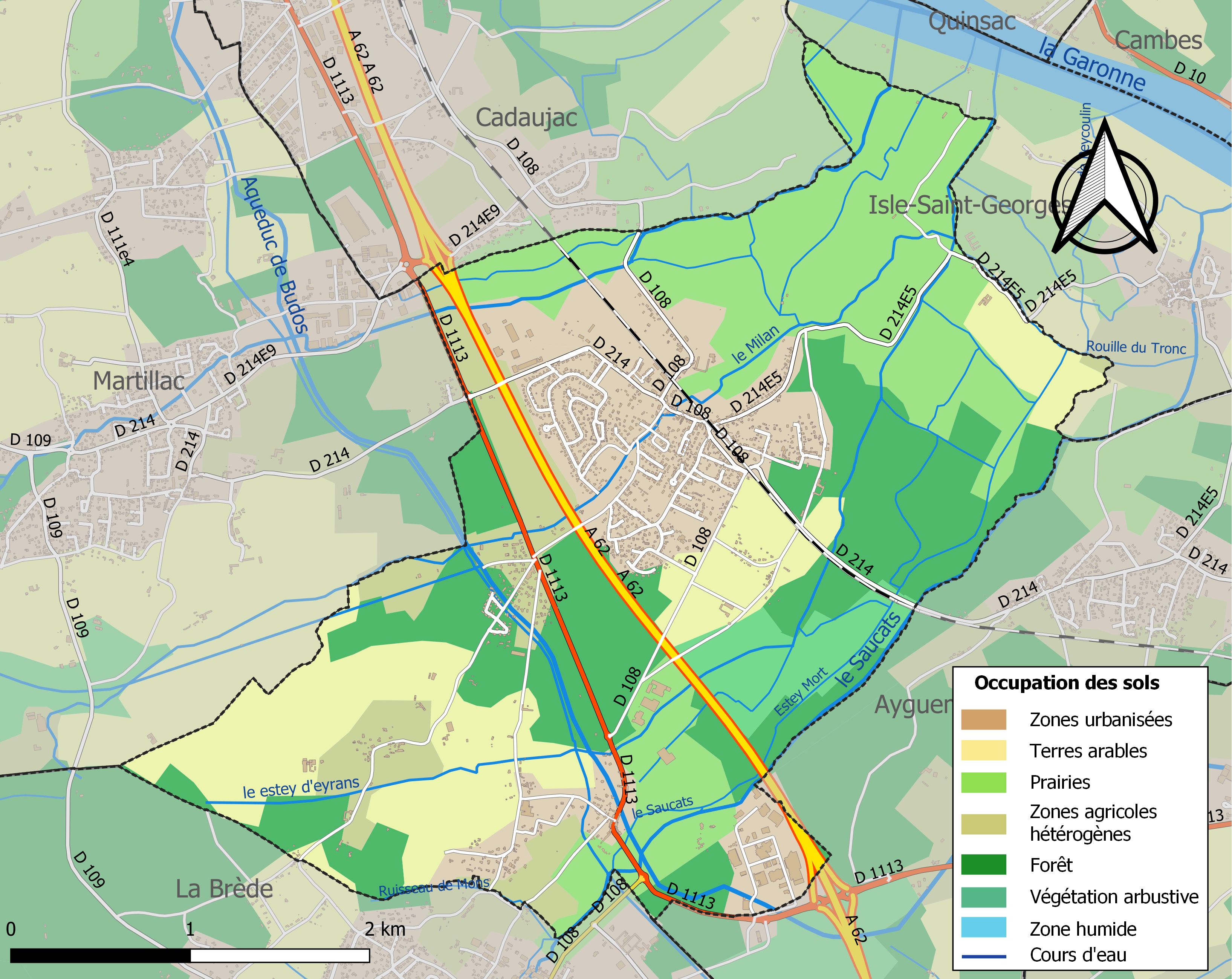
Kaart van de gemeente met belangrijkste infrastructuur, bodemgebruik en omliggende gemeenten

## Verkeer en vervoer
In de gemeente ligt de spoorweghalte Saint-Médard-d'Eyrans.

## Demografie
Onderstaande figuur toont het verloop van het inwonertal (bron: INSEE-tellingen).